# 國王皇家驃騎兵團
國王皇家驃騎兵團 (KRH)是英國陸軍皇家裝甲軍團的旗下部隊成立於1992年。駐地在威爾特郡的蒂德沃思兵營，作戰編制上是隸屬於第12裝甲步兵旅。根據陸軍2020計劃，部隊換乘挑戰者2主戰坦克。

## 騎兵團成立

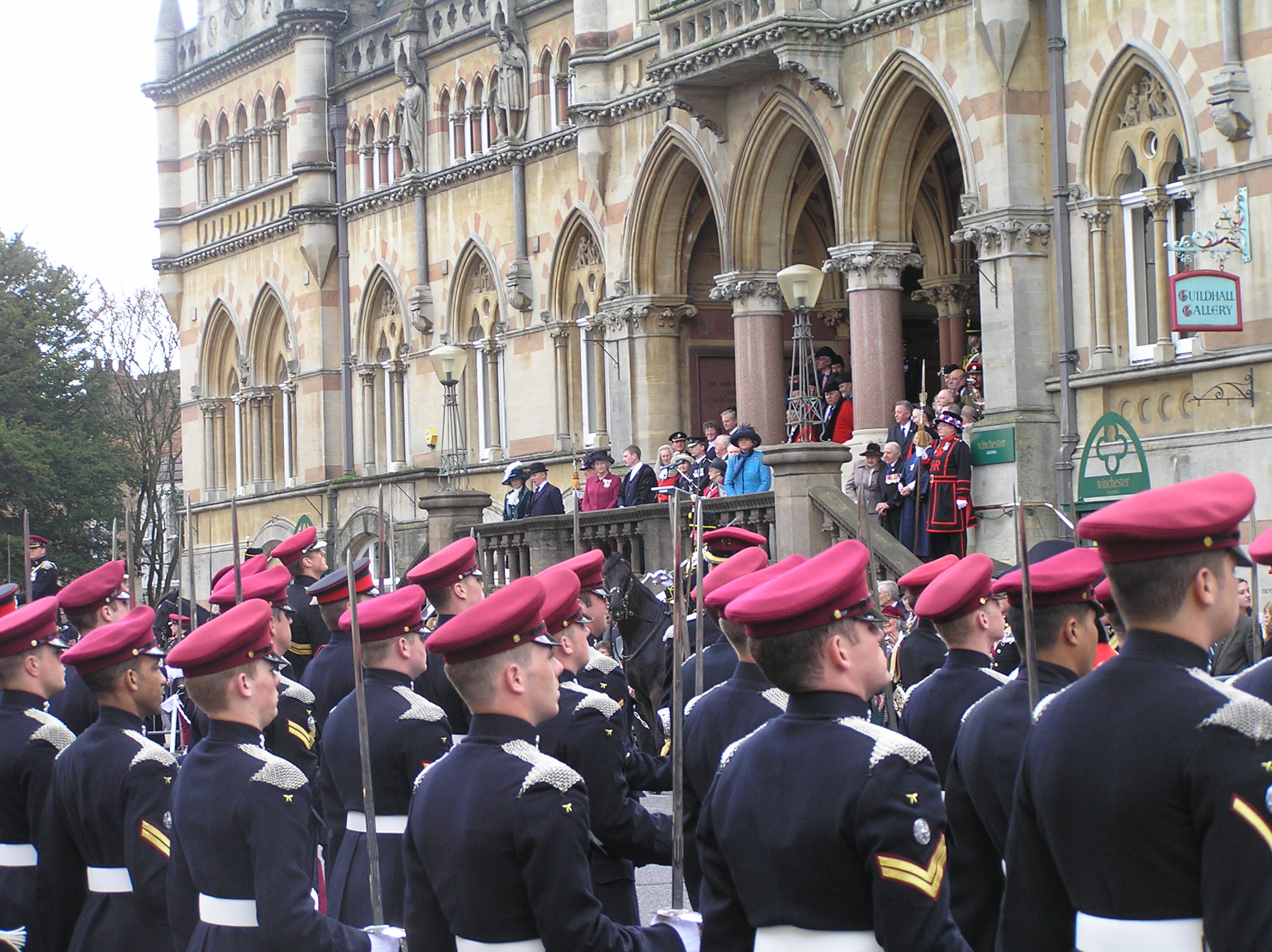
國王皇家驃騎兵團從安妮長公主那裡獲得溫車士打的城市鑰匙(2006年)

騎兵團於1992年12月4日由另外兩個騎兵團合併成立: 
- 皇家驃騎兵團(威爾斯親王直屬)（英语：The Royal Hussars (Prince of Wales's Own)） (1969年合併第10皇家驃騎兵團(威爾斯親王直屬)（英语：10th Royal Hussars (Prince of Wales's Own)）和第11驃騎兵團(亞厘畢親王直屬)（英语：11th Hussars (Prince Albert's Own)）)
- 第14/第20國王驃騎兵團（英语：14th/20th King's Hussars） (1922年合併第14國王驃騎兵團（英语：14th King's Hussars）和第20驃騎兵團（英语：20th Hussars）)

## 編制

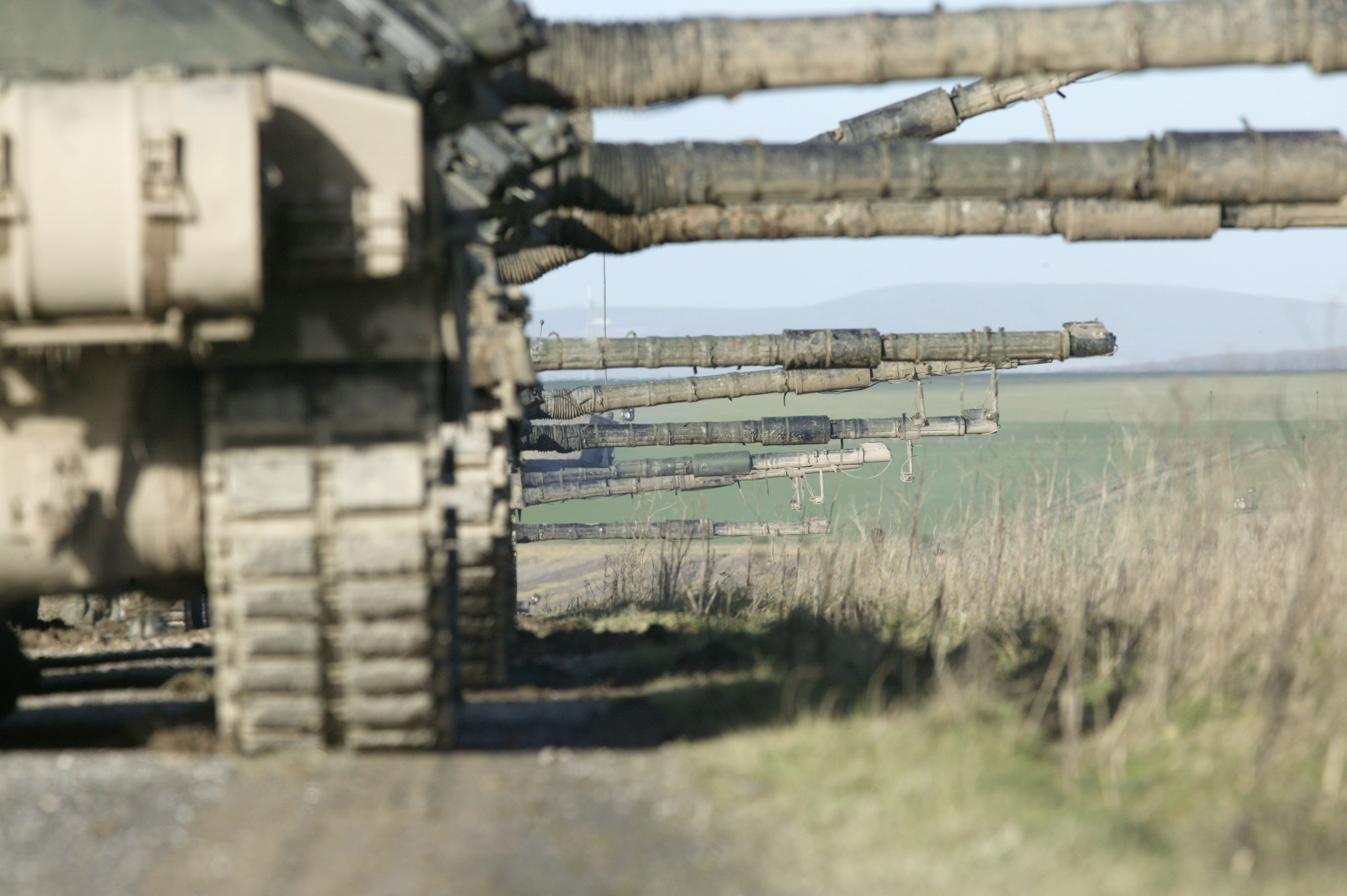
國王皇家驃騎兵團的挑戰者2坦克在索爾茲伯里平原(2006年)

國王皇家驃騎兵團目前擔負裝甲兵任務，配備挑戰者2主戰坦克，騎兵團駐紮在威爾特郡的蒂德沃思兵營。KRH共分為五個騎兵中隊，每個中隊都延續了其合併前的團級部隊時的稱號:
- A 中隊 (第20驃騎兵中隊)
- B 中隊 (第14驃騎兵中隊)
- C 中隊 (第11驃騎兵中隊)
- D 中隊 (第10驃騎兵中隊)
- 支援中隊

C中隊傳統上是國王皇家驃騎兵團的高級中隊，以延續駐埃及的第11驃騎兵團(亞厘畢親王直屬)的C中隊的榮譽。